# Alpinia javanica
Alpinia javanica är en enhjärtbladig växtart som beskrevs av Carl Ludwig von Blume. Alpinia javanica ingår i släktet Alpinia och familjen Zingiberaceae. Inga underarter finns listade i Catalogue of Life.